# Scyllarus batei
Scyllarus batei är en kräftdjursart som beskrevs av Lipke Bijdeley Holthuis 1946. Scyllarus batei ingår i släktet Scyllarus och familjen Scyllaridae. Inga underarter finns listade i Catalogue of Life.